# Ludovic Feuillet
Louis, Claude, Emmanuel Feuillet, dit Ludovic, né le 7 aout 1880 à Montbéliard et mort le 16 avril 1955 à Asnières-sur-Seine, est un coureur cycliste sur piste, puis à moto qui devint directeur sportif de l'Équipe cycliste Alcyon.

## Coureur
Étudiant en médecine à Reims, il courait sous le nom de « Ludovic », membre du BCR. « Ludovic » eut un sérieux rival en un autre Rémois, Léon Hourlier, qui fut champion de France et recordman du monde. Ils  font les beaux jours de la piste de la Haubette où les Grands Prix de Reims de vitesse rassemblèrent les plus grands sprinters du monde. Au cours d'un  Grands Prix de Reims, il faillit battre, dans la finale du Grand Prix[Quand ?], le prestigieux Américain Frank Kramer. Il devint coureur motocycliste dans l'équipe Alcyon. Il fut  grièvement blessé au Circuit de Lyon en 1921.

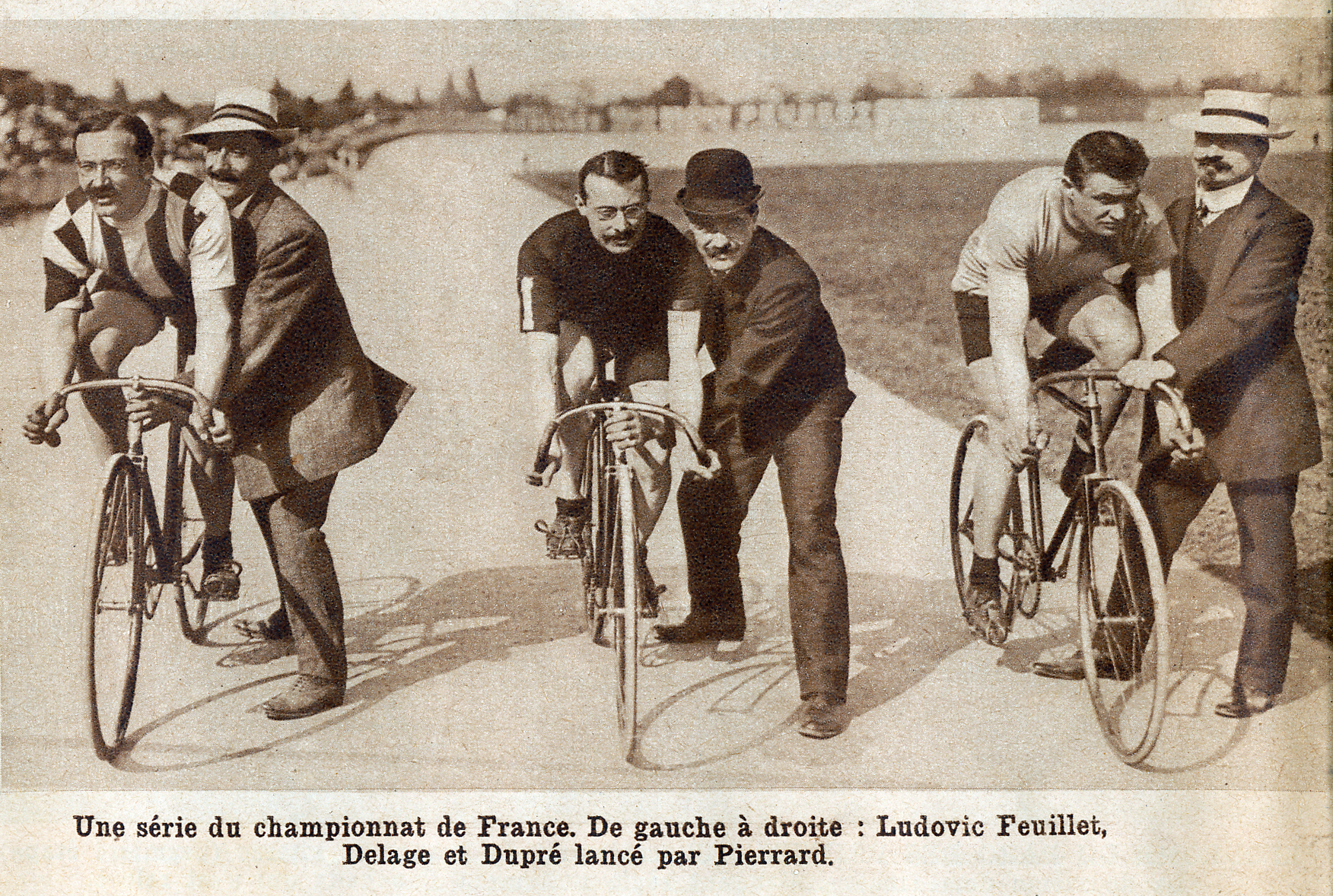
Ludovic Feuillet, Émile Delage & Victor Dupré dans une série du Championnat de France de vitesse 1910
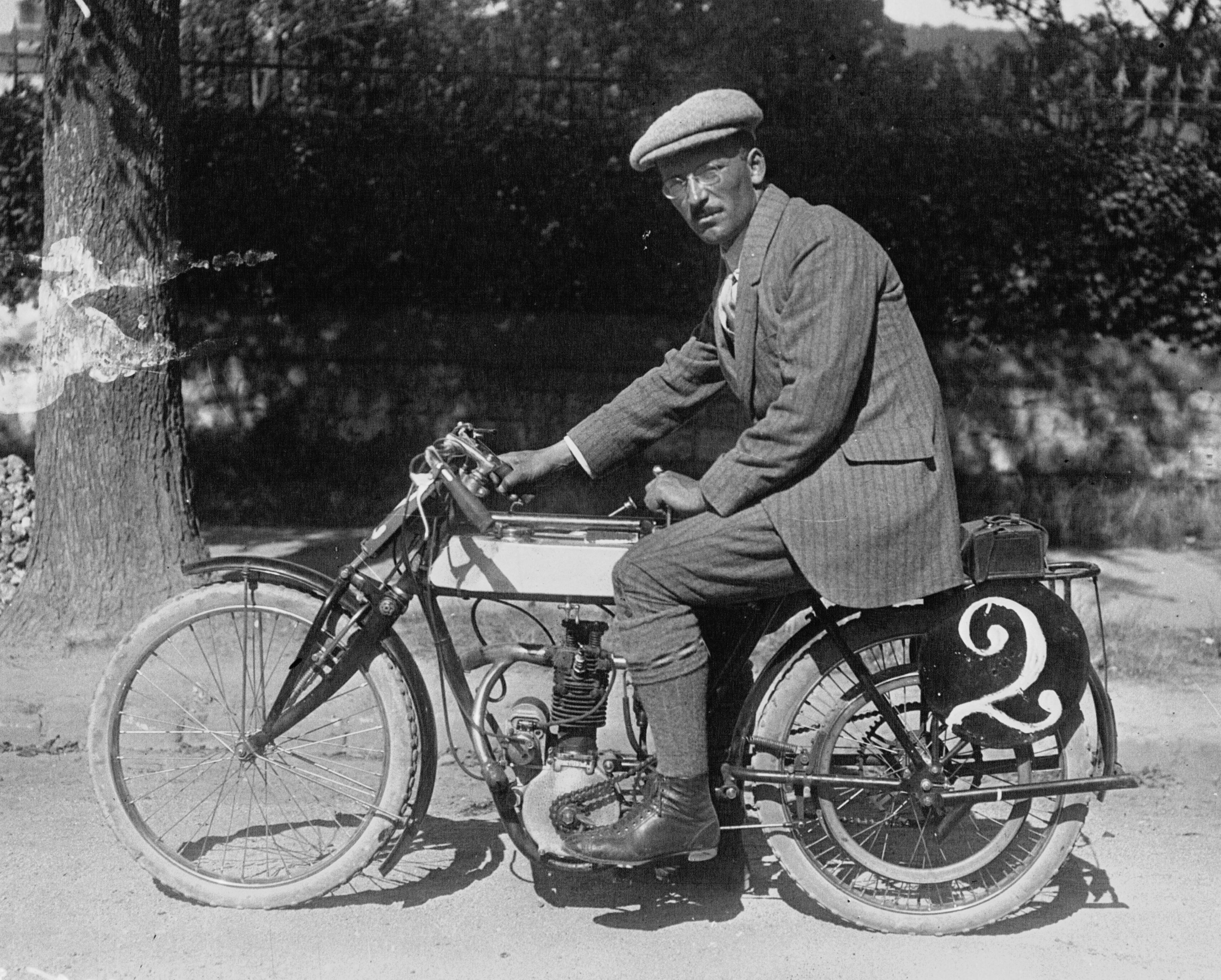
sur Alcyon 1919

## Palmarès

### Championnats de France
- 1909
  - 3e du championnat de France de vitesse

### Course sur route
- 1925
  - 1er à Paris-Auxerre

## Directeur sportif
Il devint directeur sport de l'équipe Alcyon en 1910.
Sous sa direction, les coureurs ont gagné:
- 7 Championnats du monde sur route
- 13 Tours de France.

Son coureur, Julien Vervaecke, figure au palmarès de Paris-Roubaix 1930, mais cette victoire, obtenue sur tapis vert, fut très critiquée dès le lendemain par Jacques Goddet qui soutenait que le vainqueur était Jean Maréchal, arrivé 1er et déclassé pour des raisons peu claires.
Président de l'association des directeurs sportifs du cyclisme en 1949.

## Décorations
Legion d'honneur 
Chevalier en 1920, à titre militaire, Officier 5 mars 1954